# Moeko Matsushita
Moeko Matsushita (Matsushita Moeko (松下 萌子), nascida em 19 de dezembro de 1982 em Kobe, Hyōgo) é uma cantora e atriz japonesa.

## Singles
- (2001.06.13) "Natsu Iro"
- (2001.08.29) "Ame Agari" (também usado como tema de encerramento do anime Battle Doll Angelic Layer)
- (2001.11.21) "Hello"
- (2002.02.14) "Sotsugyō" ("Graduação"; um cover de Yuki Saito)
- (2003.01.08) "Ame" (cover de Chisato Moritaka)

## Filmografia
- (2005) Taga kokoro nimo ryu wa nemuru
- (2004) Ai no Sorea
- (2003-2004) Pretty Guardian Sailor Moon